# El Jebel
El Jebel – jednostka osadnicza w Stanach Zjednoczonych, w stanie Kolorado, w hrabstwie Eagle.